# الغزو السوفييتي لجنوب سخالين
الغزو السوفييتي لجنوب سخالين والمعروف أيضًا باسم معركة سخالين (بالروسية: Южно-Сахалинская операция)‏ (باليابانية: 樺太の戦い)، كان الغزو السوفييتي للجزء الياباني من جزيرة سخالين المعروف باسم محافظة كارافوتو. كان الغزو جزءًا من الحرب السوفيتية اليابانية،  وهي حملة صغيرة في المسرح الآسيوي خلال الحرب العالمية الثانية.

## خلفية
في أعقاب الغزو الياباني لجزيرة سخالين عام 1905، قُسمت السيطرة على الجزيرة وفقًا لمعاهدة بورتسموث، حيث سيطرت الإمبراطورية الروسية على النصف الشمالي وسيطرت إمبراطورية اليابان على الجزء الواقع جنوب خط عرض 50 درجة شمالًا. كانت تُعرف في اليابان باسم محافظة كارافوتو والمنطقة الشمالية.
خلال مؤتمر يالطا عام 1945، تعهد رئيس الوزراء السوفييتي جوزيف ستالين بالدخول في القتال ضد إمبراطورية اليابان "بعد شهرين أو ثلاثة أشهر من استسلام ألمانيا وانتهاء الحرب في أوروبا". وكان من شأن هذا أن يؤدي إلى إنشاء جبهة استراتيجية أخرى ضد اليابان، وهو ما اعتُبر ضرورياً لإنهاء الحرب. ونتيجة لمشاركتهم، حصل السوفييت على جنوب سخالين وجزر الكوريل، من بين امتيازات أخرى. وستساعد الولايات المتحدة الجيش الأحمر في مشروع هولا استعدادًا للغزو.
في 5 أبريل، أعلن السوفييت رسميا رفضهم لاتفاقية الحياد السوفييتي الياباني.
في 9 أغسطس، شن السوفييت غزوًا واسع النطاق لمنشوريا، مما أدى إلى اندلاع الحرب السوفييتية اليابانية. بدأت تلك الحرب بعد ثلاثة أيام من إلقاء الولايات المتحدة القنبلة الذرية على هيروشيما، وتضمنت خططاً لغزو جنوب سخالين. كان الهدف الرئيسي للغزو هو القضاء على المقاومة اليابانية والاستعداد خلال 10 إلى 14 يومًا لغزو هوكايدو، أقصى الجزر اليابانية شمالاً.

## ترتيب المعركة

### الاتحاد السوفياتي
- الجبهة الشرقية الثانية (تحت قيادة الجنرال ماكسيم بوركاييف)
  - الجيش السادس عشر (بقيادة الجنرال ليونتي تشيريميسوف)
    - فيلق البنادق رقم 56 [2]
      - فرقة البنادق 79
      - لواء البنادق الثاني
      - لواء البنادق الخامس
      - لواء الدبابات 214
      - لواء البنادق 113

    - فرقة الطيران المركبة رقم 255 (106 طائرة)
- أسطول المحيط الهادئ (بقيادة الأدميرال إيفان يوماشيف)
  - أسطول شمال المحيط الهادئ (بقيادة نائب الأدميرال فلاديمير أندرييف)
  - طائرات بحرية تابعة لأسطول المحيط الهادئ (80 طائرة)
  - كتيبة المشاة البحرية رقم 365

### الإمبراطورية اليابانية
الجيش:
- فرقة المشاة 88 التابعة للجيش الياباني الخامس (تحت قيادة الفريق أول كيشيرو هيجوتشي)
  - منطقة كارافوتو المحصنة لحرس الحدود. (17 ملجأً، و28 موقعًا للمدفعية، و18 موقعًا للهاون، ومرافق أخرى؛ وحامية قوامها 5400 جندي.)
  - مفارز من قوات الاحتياط

البحرية:
- مشاة البحرية
  - وحدات الدفاع الأرضي التابعة لأسطول الشمال الشرقي الجوي بمنطقة كارافوتو [3]
  - بعض الوحدات من قوة دفاع أوميناتو [4]
  - جزء من قوة دفاع سويا - كاسحة الجليد أودوماري، والقارب الحربي الخاص تشيتوسي مارو، ومحطة حراسة دفاع سويا، ومحطة حراسة دفاع نيشينوتورو.
  - مكتب البحرية في تويوهارا - الملحق العسكري: الأميرال البحري كويتشي كوروكي

## الغزو

هجوم جنوب سخالين

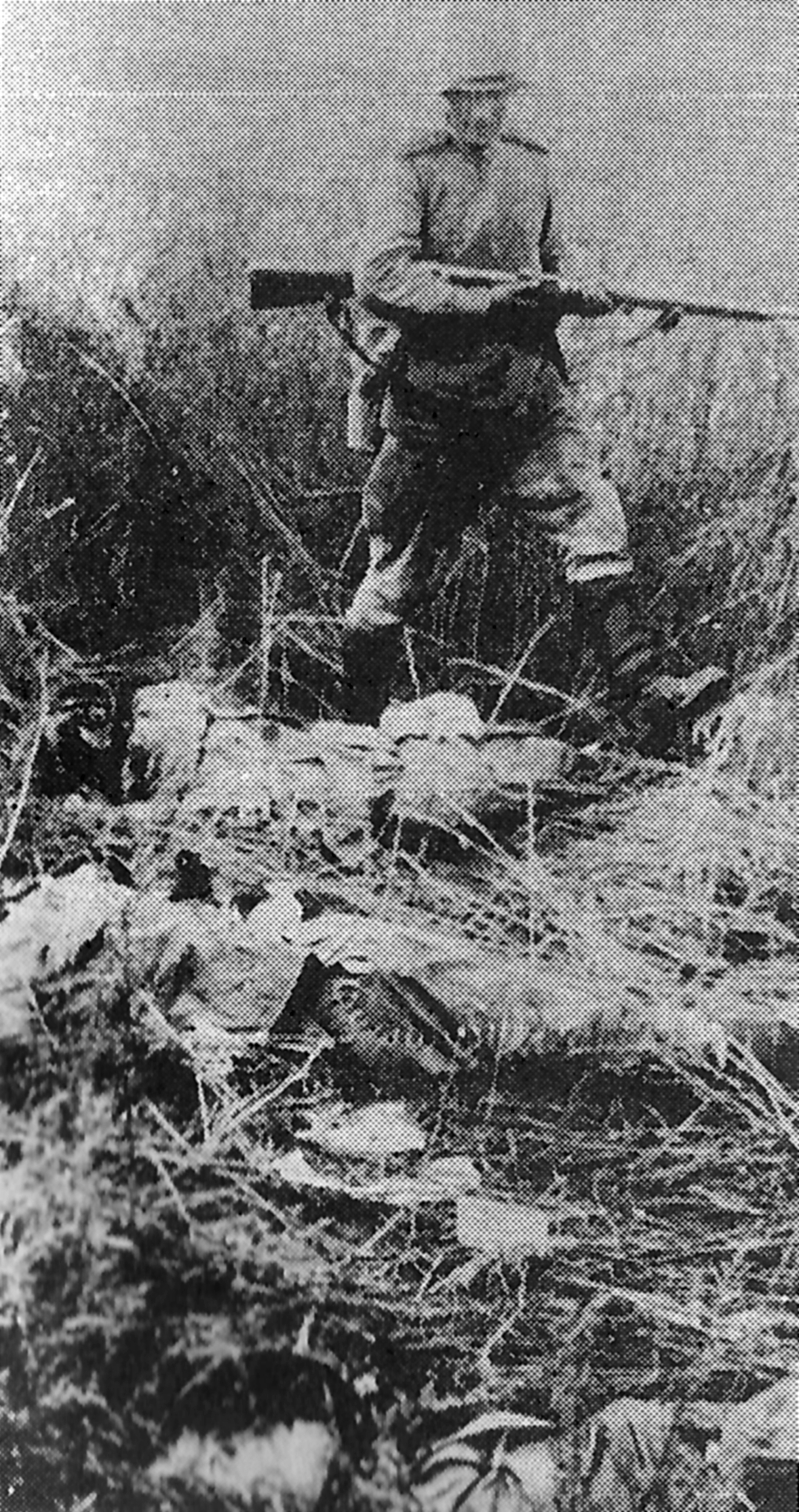
جنود سوفييت يتقدمون فوق جثث الجنود اليابانيين

### خط كارافوتو
في 11 أغسطس، بدأ الجيش السوفييتي السادس عشر غزوًا بريًا من جزيرة سخالين الشمالية للجزء الجنوبي من الجزيرة الذي تسيطر عليه اليابان. تم إيقاف التقدم السوفييتي بسبب الدفاع الياباني القوي عن خط قلعة كارافوتو. كان الجيش السوفييتي السادس عشر، الذي كان يتألف من نحو 20 ألف رجل و100 دبابة، يفوق المدافعين اليابانيين عدداً بنسبة 3 إلى 1. لكن التقدم السوفييتي كان ضئيلا، واستمر لمدة أربعة أيام على خط كارافوتو.
في 15 أغسطس، أصدرت القيادة الإمبراطورية اليابانية أمرًا بوقف جميع العمليات القتالية الهجومية والدخول في حوار لوقف إطلاق النار؛ ومع ذلك، أصدر جيش المنطقة الخامس أمرًا مخالفًا للفرقة 88 للدفاع عن سخالين حتى آخر رجل. في نفس اليوم، استسلم 3000 جندي ياباني في خط كارافوتو. بلغت خسائر الجيش الياباني 568 قتيلاً.

### الغزو البحري والحصار السوفييتي
من أجل تسريع غزو جزيرة سخالين وتخفيف الضغط على الغزو البري، أطلقت البحرية السوفيتية عملية هجوم برمائي ضد الموانئ اليابانية الرئيسية. فُرض حصار بحري على جزيرة سخالين لمنع إجلاء القوات اليابانية. كانت الغواصات السوفيتية تستهدف القوافل المدنية في خليج أنيفا.
في 16 أغسطس، رست سفينة خفر السواحل السوفيتية زارنيتسا، وأربع كاسحات ألغام، وسفينتي نقل، وستة زوارق حربية، وتسعة عشر قارب طوربيد في ميناء تورو. هبط حوالي 1400 جندي سوفيتي من الكتيبة البحرية المنفصلة رقم 365 وكتيبة واحدة من اللواء 113 للبنادق في تورو واشتبكوا مع حامية يابانية قوامها 200 رجل. تم الاستيلاء على تورو وفي اليوم التالي استولوا على أربع مناطق مأهولة بالسكان ومدينة الميناء إيسوتورو وأنبيتسو ويريناي. بلغت الخسائر اليابانية 100 قتيل و150 جريح و30 أسير. بلغت الخسائر السوفيتية 12 قتيلاً.
في 20 أغسطس، هبط 3400 جندي من الكتيبة البحرية المشتركة للبحرية السوفيتية ولواء البندقية 113 في ميناء ماوكا. واجهت قوات الإنزال دفاعًا يابانيًا شرسًا. وقد تضررت بعض السفن البحرية، مما دفع السوفييت إلى الرد بقصف بحري مكثف للمدينة، مما تسبب في مقتل ما يقرب من 600 إلى 1000 مدني. تم الاستيلاء على ماوكا في 22 أغسطس، مع استمرار المقاومة اليابانية الشديدة في جميع أنحاء المدينة. بلغت الخسائر العسكرية اليابانية في هذه المعركة 300 قتيل و600 أسير. بلغت الخسائر السوفيتية 60 قتيلاً من جنود الجيش و17 قتيلاً من مشاة البحرية. 
في 25 أغسطس، هبط 1600 جندي سوفيتي في أوتوماري. استسلمت الحامية اليابانية المكونة من 3400 رجل. في نفس اليوم استسلمت بقايا الفرقة اليابانية 88 للجيش السادس عشر وتم الاستيلاء على مدينة تويوهارا دون مقاومة، مما أنهى رسميًا غزو سخالين.

## العواقب والضحايا
بلغت الخسائر اليابانية ما يقرب من 700 إلى 2000 قتيل من الجنود و3500 إلى 3700 قتيل من المدنيين. أُسر على حوالي 18,202 شخصًا وأُرسل العديد من أسرى الحرب اليابانيين في سخالين إلى معسكرات العمل في سيبيريا واحتجازهم بعد الحرب. فرّ ما لا يقل عن 100 ألف مدني ياباني من الاحتلال السوفييتي أثناء الغزو. لقد كان الاستيلاء على جزيرة سخالين شرطًا ضروريًا لغزو جزر الكوريل. بعد استسلام اليابان، ظلت جزيرة سخالين تحت السيطرة السوفيتية وهي الآن أرض روسية وجزء من مقاطعة ساخالين.